# Мавлютовська сільська рада
Мавлю́товська сільська рада (рос. Мавлютовский сельский совет) — муніципальне утворення у складі Мішкинського району Башкортостану, Росія. Адміністративний центр — село Татарбаєво.

## Населення
Населення — 599 осіб (2019, 795 в 2010, 1078 в 2002).

## Склад
До складу поселення входять такі населені пункти:
| Населений пункт           | Населення, осіб (2002) | Населення, осіб (2010) |
| ------------------------- | ---------------------- | ---------------------- |
| Мавлютово, присілок       | 16                     | 23                     |
| Новокарачево, присілок    | 196                    | 114                    |
| Староатнагулово, присілок | 147                    | 83                     |
| Татарбаєво, село          | 546                    | 445                    |
| Терекеєво, присілок       | 173                    | 130                    |